# Cantonul Ribérac
Cantonul Ribérac este un canton din arondismentul Périgueux, departamentul Dordogne, regiunea Aquitania, Franța.

## Comune
- Allemans
- Bourg-du-Bost
- Chassaignes
- Comberanche-et-Épeluche
- Petit-Bersac
- Ribérac (reședință)
- Saint-Martin-de-Ribérac
- Saint-Méard-de-Drône
- Saint-Pardoux-de-Drône
- Saint-Sulpice-de-Roumagnac
- Siorac-de-Ribérac
- Vanxains
- Villetoureix